# Mamady Sidibé
Mamady Sidibé (Bamako, Malí, 18 de diciembre de 1979), exfutbolista maliense. Jugaba de delantero y su último club fue el CSKA Sofia de la Parva Liga  de Bulgaria. 

## Selección nacional
Ha sido internacional con la Selección de fútbol de Malí, ha jugado 14 partidos internacionales y ha anotado 3 goles.

### Participaciones Internacionales
| Torneo                            | Sede  | Resultado    |
| --------------------------------- | ----- | ------------ |
| Copa Africana de Naciones de 2004 | Túnez | Cuarto lugar |
| Copa Africana de Naciones de 2008 | Ghana | Primera fase |

## Clubes
| Club                | País       | Año       |
| ------------------- | ---------- | --------- |
| Swansea City        | Gales      | 2001-2002 |
| Gillingham FC       | Inglaterra | 2002-2005 |
| Stoke City          | Inglaterra | 2005-2013 |
| Sheffield Wednesday | Inglaterra | 2012-2013 |
| Tranmere Rovers     | Inglaterra | 2013      |
| CSKA Sofia          | Bulgaria   | 2013-2014 |